# 香川県歯科医師会
公益社団法人香川県歯科医師会（かがわけんしかいしかい 英称 Kagawa Dental Association）は、香川県知事所管の香川県の歯科医師を会員とする公益法人。

## 本部所在地
- 〒760-0020 香川県高松市錦町二丁目8番38号

## 郡市歯科医師会
- 高松市歯科医師会
  - 〒760-0066 高松市福岡町三丁目36番23号
- 丸亀歯科医師会
- 坂出歯科医師会
- 善通寺歯科医師会
- 観音寺歯科医師会
- 大川歯科医師会
- 木田歯科医師会
- 小豆歯科医師会
- 綾歌歯科医師会
- 仲多度歯科医師会
- 三豊歯科医師会